# Inbus

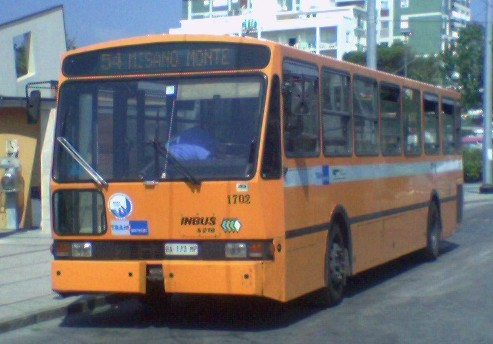
Inbus U210 Sicca 177 n. 1702 della TRAM Servizi di Rimini sulla linea 54

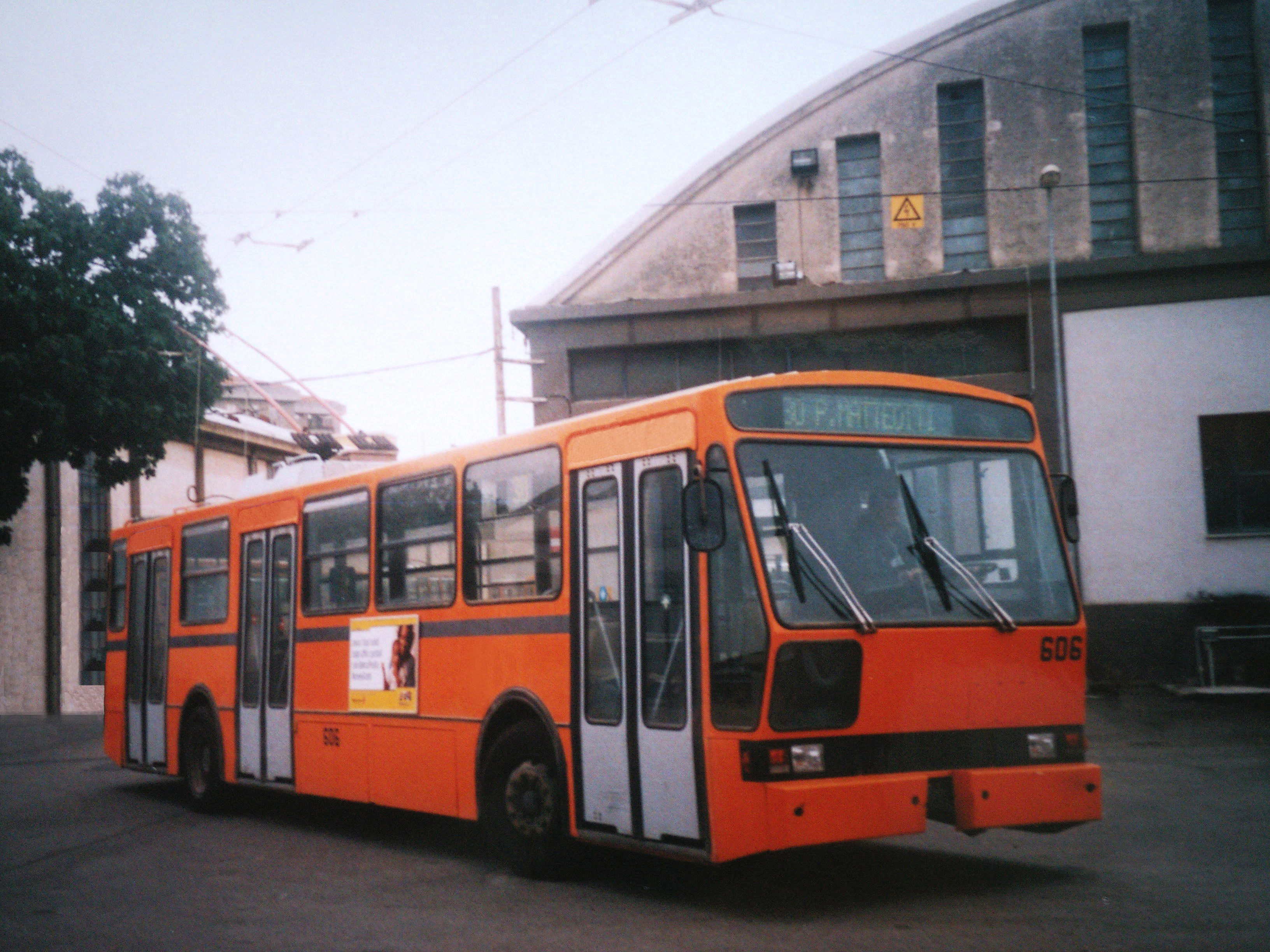
Il modello F140, l'unico filobus costruito dal consorzio Inbus, ripreso nel deposito del CTM di Cagliari

INBUS (contrazione di INdustrie autoBUS) è stato un consorzio italiano produttore di autobus e filobus formato dalla Breda Costruzioni Ferroviarie, dalla De Simon, dalla Sicca e dalla Sofer tra il 1977 e il 1987.

## Storia
Il Consorzio nacque nel 1977, ad opera delle aziende Breda di Pistoia, Sicca di Vittorio Veneto, Sofer di Pozzuoli e De Simon di Rivoli di Osoppo (UD). L'obiettivo era quello di costruire autobus su telai prodotti in proprio (nello specifico, dalla Sicca) utilizzando il know-how delle tre aziende, già da tempo operanti nel settore.
La INBUS avviò nel 1978 la commercializzazione del modello U210, autobus urbano di moderna concezione costruito sul telaio Siccar 176LU; seguiranno le versioni suburbane (S210), oltre ad una gamma di autobus interurbani (modelli I210, I240, I330) e di autobus snodati, declinati in allestimento urbano, suburbano e interurbano.
L'avventura del consorzio terminò nel 1987, con l'uscita della De Simon dal gruppo. Ad opera di Breda si formò un secondo consorzio (Bredabus) che comprendeva Sicca e Sofer; questa nuova entità mantenne in produzione per qualche anno la gamma di autobus INBUS (sotto la denominazione Bredabus mod.Inbus) per poi terminarla definitivamente nel 1993. La Bredabus ha poi acquisito la Carrozzeria Menarini di Bologna, diventando così BredaMenarinibus, azienda sotto il controllo diretto di Finmeccanica poi divenuta Industria Italiana Autobus.

## Prodotti

### Autobus
- U210 (1979-1987)
  - U210FT (1984-1987)
  - U210FT-N (1984-1987)
  - AU280FT (1984-1987)
- U150 (1979-1987)
  - S150 (1979-1987)
  - I150 (1979-1987)
- S150
  - S210FT
  - S210FT-N
  - AS280FT
- S210
  - S210FT
- I210
  - ID210FT-N
- I240
  - I240DP
- I330 (1984-1987)
  - Inbus I330/26 (1984-1987)
  - Inbus I330/30 (1984-1987)
  - Inbus I330/35 (1984-1987)
  - SL330/35 (1984-1987)

### Filobus
- F140 (1981)